# Januskinasen

JAK-STAT-Signalweg

Januskinasen (Abkürzung JAK) sind zytoplasmatische Tyrosinkinasen (spezielle Enzyme), welche unter anderem mit Zytokin-Rezeptoren assoziiert sind.

## Eigenschaften

Schematischer Aufbau der Januskinasen(JH = Janus-Homologiedomänen)

Die JAK-Familie besteht bei Säugetieren aus den vier Proteinen JAK1, JAK2, JAK3 und TYK2. Sie bestehen je aus über 1000 Aminosäuren und haben eine molare Masse von 120 bis 130 kDa. JAK1, JAK2 und TYK2 werden ubiquitär exprimiert, während die Expression von JAK3 auf Zellen der myeloischen und lymphoiden Abstammungslinien beschränkt ist. Der Vergleich der JAK-Sequenzen zeigt sieben Regionen  mit hoher Homologie (Janus-Homologiedomänen JH1 bis JH7). JH1 ist die Domäne, die für die enzymatische Aktivität der JAK verantwortlich ist. JH2 stellt eine Pseudokinasedomäne dar, die für die katalytische Aktivität von JH1 erforderlich zu sein scheint. Die N-aminoterminale JAK-Region JH3 bis JH7 erstreckt sich über 550 Aminosäuren und ist an der Rezeptorassoziation beteiligt. Funktionell ist der N-terminale Bereich relativ divergent und scheint eine wichtige Rolle bei der Spezifität der Rezeptorbindung zu spielen.

## Funktion
Im Gegensatz zu Rezeptor-Tyrosinkinasen besitzen die Zytokin-Rezeptoren 1 und 2 keine eigene Enzymaktivität und benötigen daher Januskinasen (welche ursprünglich als „Just Another Kinase“ bezeichnet wurde), um intrazelluläre Signalkaskaden zu aktivieren (JAK1 und JAK2). Beim Andocken eines Signalmoleküls an den Rezeptor werden die JAKs aktiviert und phosphorylieren sich daraufhin gegenseitig.
Im nun vorliegenden aktivierten Zustand können sie den sogenannten JAK-STAT-Signalweg aktivieren. JAKs phosphorylieren hierbei sogenannte STAT-Proteine (signal transducer and activator of transcription). Diese bewegen sich nun zum Zellkern, wo sie als Transkriptionsfaktoren die Transkription spezifischer Zielgene stimulieren können.
Über die JAK- und STAT-Proteine vermitteln viele Zytokine, Interferone und Interleukine, aber auch Erythropoetin, das Wachstumshormon (GH) sowie Prolaktin und Leptin ihre Signale.
Janus-Kinasen sind benannt nach dem doppelköpfigen römischen Gott Janus, dem Wächter der Tore, da sie zwei ähnliche Proteindomänen besitzen, von denen aber nur eine funktional ist.

## Hemmung der Januskinasen
Januskinasen lassen sich durch Januskinasen-Inhibitoren (JAK-Hemmer, JAKinibe) hemmen. Diese Substanzen, die somit zu den Kinasehemmern gehören, können sich in der Spezifität für das Zielprotein unterscheiden, so dass man je nach Selektivität unterscheidet in JAK1-Hemmer, JAK2-Hemmer usw. Anders als die hochmolekularen Biologika können sie oral verabreicht (eingenommen) werden. Zu der Stoffgruppe gehören u. a. die folgenden Substanzen, die insbesondere im Bereich von immunologischen, chronisch-entzündlichen und hämatologischen Erkrankungen zur Anwendung kommen:
- Ruxolitinib wird zur Behandlung der Myelofibrose eingesetzt.[4][5]
- Tofacitinib (Handelsname: Xeljanz; Hersteller: Pfizer) ist EU-weit zugelassen zur Behandlung der  moderaten bis schweren rheumatoiden Arthritis (Mai 2017),[6] der Psoriasisarthritis (Juni 2018),[7] der schweren Colitis ulcerosa (Juli 2018),[8] der juvenilen idiopathischen Arthritis (August 2021) und der ankylosierenden Spondylitis (November 2021).[9] Auch in der Behandlung von COVID-19 wurde Tofacitinib in einer brasilianischen Studie untersucht, in welcher es in Kombination mit einem Glukokortikosteroid die Letalität bei hospitalisierten Patienten senkte.[10]
- Upadacitinib (Rinvoq, Hersteller: AbbVie) ist in den USA seit August 2019 und in der EU seit Dezember 2019[11] zugelassen zur Behandlung der rheumatoiden Arthritis. Zulassungserweiterungen betreffen die Behandlung der Psoriasisarthritis (Januar 2021), der ankylosierenden Spondylitis (Januar 2021), die atopische Dermatitis (August 2021)[12] sowie mittelschwerer bis schwerer aktiver Colitis ulcerosa (2022)[13].
- Filgotinib (Hersteller: Gilead Sciences) wurde im September 2020 in der Indikation Rheumatoide Arthritis in der EU zugelassen.[14] Auch die Indikationen Morbus Crohn und Colitis ulcerosa werden für Filgotinib untersucht.
- Oclacitinib ist beim Hund zur Behandlung der atopischen Dermatitis[15] sowie des mit allergischer Dermatitis einhergehenden Juckreizes zugelassen.[16]
- Itacitinib ist ein Inhibitor, der selektiver und stärker JAK1 als JAK2 hemmt.[17] Für die Behandlung von Graft-versus-Host-Reaktionen hat die Substanz einen Status als Orphan-Arzneimittel.[18]
- Pacritinib ist seit 2022 in den USA zur Behandlung der Myelofibrose zugelassen.
- Baricitinib ist in der Europäischen Union seit 2017, in den USA seit 2018, zugelassen zur Behandlung von mittelschwerer bis schwerer aktiver rheumatoider Arthritis, ferner seit 2020 in der EU zur Behandlung der atopischen Dermatitis (Neurodermitis), seit 2022 zur Behandlung der schwerwiegenden Alopecia areata. Die WHO empfiehlt Baricitinib seit Januar 2022 zur Kombinationsbehandlung von COVID-19-Erkrankten mit schwerem Verlauf.
- Abrocitinib ist in der Europäischen Union seit 2021 zur Behandlung der mittelschweren bis schweren atopischen Dermatitis (Neurodermitis) zugelassen.[19]
- Fedratinib ist in der Europäischen Union seit 2021 zur Behandlung krankheitsbedingter Splenomegalie oder Symptomen bei erwachsenen Patienten mit primärer Myelofibrose, Post-Polycythaemia Vera-Myelofibrose oder Post-Essentieller Thrombozythämie-Myelofibrose zugelassen, wenn diese Patienten vorher nicht schon mit einem anderen JAK-Inhibitor therapiert wurden. Es hemmt selektiv JAK2 und die FMS-ähnliche Tyrosinkinase 3 (FLT3).[20]

Anders als bei den biotechnologisch hergestellten TNF-alpha-Antagonisten besteht bei der Behandlung mit Januskinase-Hemmern ein erhöhtes Risiko für eine Reaktivierung einer Infektion mit dem Varizella-Zoster-Virus (Gürtelrose, Herpes zoster). In einer Metaanalyse kam es zu 3,2 Infektionen pro 100 Patientenjahren. Das relative Risiko betrug für Tofacitinib 2,0, für Baricitinib 3,2 und für Upadacitinib 3,0, ohne dass der genaue Mechanismus bekannt ist. Daher wird eine Schutzimpfung vor Therapieeinleitung empfohlen. Ebenso ist eine Reaktivierung des Cytomegalievirus zu beobachten, in einer Phase-III-Studie mit Ruxolitinib in 26 % gegen 21 % in der Kontrollgruppe.
Im November 2022 veröffentlichte die Europäische Arzneimittel-Agentur (EMA) Empfehlungen zur Vermeidung schwerer Nebenwirkungen von JAK-Inhibitoren, darunter Herz-Kreislauf-Erkrankungen, Blutgerinnsel, Krebs und schwere Infekte. Demnach sollen JAK-Inhibitoren bei älteren Patienten (ab 65 Jahren), Rauchern oder ehemaligen starken Rauchern sowie Patienten mit erhöhtem Krebs- oder Herz-Kreislauf-Risiko nur noch dann eingesetzt werden, wenn keine anderen Medikamente geeignet oder verfügbar sind. Bei Patienten mit Risiko für Blutgerinnsel sollen sie nur mit Vorsicht eingesetzt werden. Grundlage dieser Empfehlungen sind vor allem die Ergebnisse einer randomisierten Studie, die ein erhöhtes Krebs- und Herz-Kreislauf-Risiko unter dem JAK-Inhibitor Tofacitinib zeigte.